# Gertrud von Richthofen
Gertrud Freifrau von Richthofen, geb. Freiin von Tschammer und Quaritz, (* 14. Oktober 1831 in Carlsruhe, Landkreis Oppeln, Provinz Schlesien; † 3. September 1890 in Groß Rosen, Kreis Striegau, Provinz Schlesien) war eine deutsche Autorin und Lyrikerin.

## Leben
Gertrud von Richthofen wurde als Tochter des Rittergutsbesitzers und Landschaftsdirektors Ernst Freiherr von Tschammer geboren. Seit ihrer Kindheit schrieb sie Gedichte. Im Jahr 1850 heiratete sie Bolko von Richthofen (1821–1899), einen Bruder Karl von Richthofens sowie preußischer Landrat und Autor theologischer Bücher. Mit diesem hatte sie neun Kinder, darunter Hanna (1862–1943), die spätere Schwiegertochter Hermann Wageners. Das Ehepaar gründete das Sozialwerk „Martinshaus“ in Groß Rosen, eine Rettungsanstalt für verwahrloste Kinder, wobei ihr Büchlein Kinderherberge einen Einblick in ihre Arbeit gibt. Sie verfasste auch weitere Werke.
Richthofen erlag im Alter von 58 Jahren einem Herzleiden.

## Werke
- Die Kinderherberge: eine wahre Dorfgeschichte aus dem schlesischen Volksleben. 2. verm. Aufl. Dülfer, Breslau o. J. (Digitalisat der 2. Auflage)
- Heideblumen. Erzählung aus der Jugendzeit einer Großmutter. Buchhandlung des Gemeinschaftsvereins 1890.
- Not und Hilfe in den Glaubenskämpfen einer chriſtlichen Familie. Augsburg o. J.
- Aus den Frühlingstagen des deutschen Vaterlandes, 1885
- Heinrich von Einsiedel und seine Brüder. Augsburg, o. J.
- An zwei Straßen. Eine Geschichte aus den vierziger Jahren, 1890.
- Tropfen aus dem Meer der Gnaden in Liedern und Parabeln, 1870.